# Zihlschlacht-Sitterdorf
Zihlschlacht-Sitterdorf is een gemeente en plaats in het Zwitserse kanton Thurgau, en maakt deel uit van het district Weinfelden.
Zihlschlacht-Sitterdorf telt 1991 inwoners.

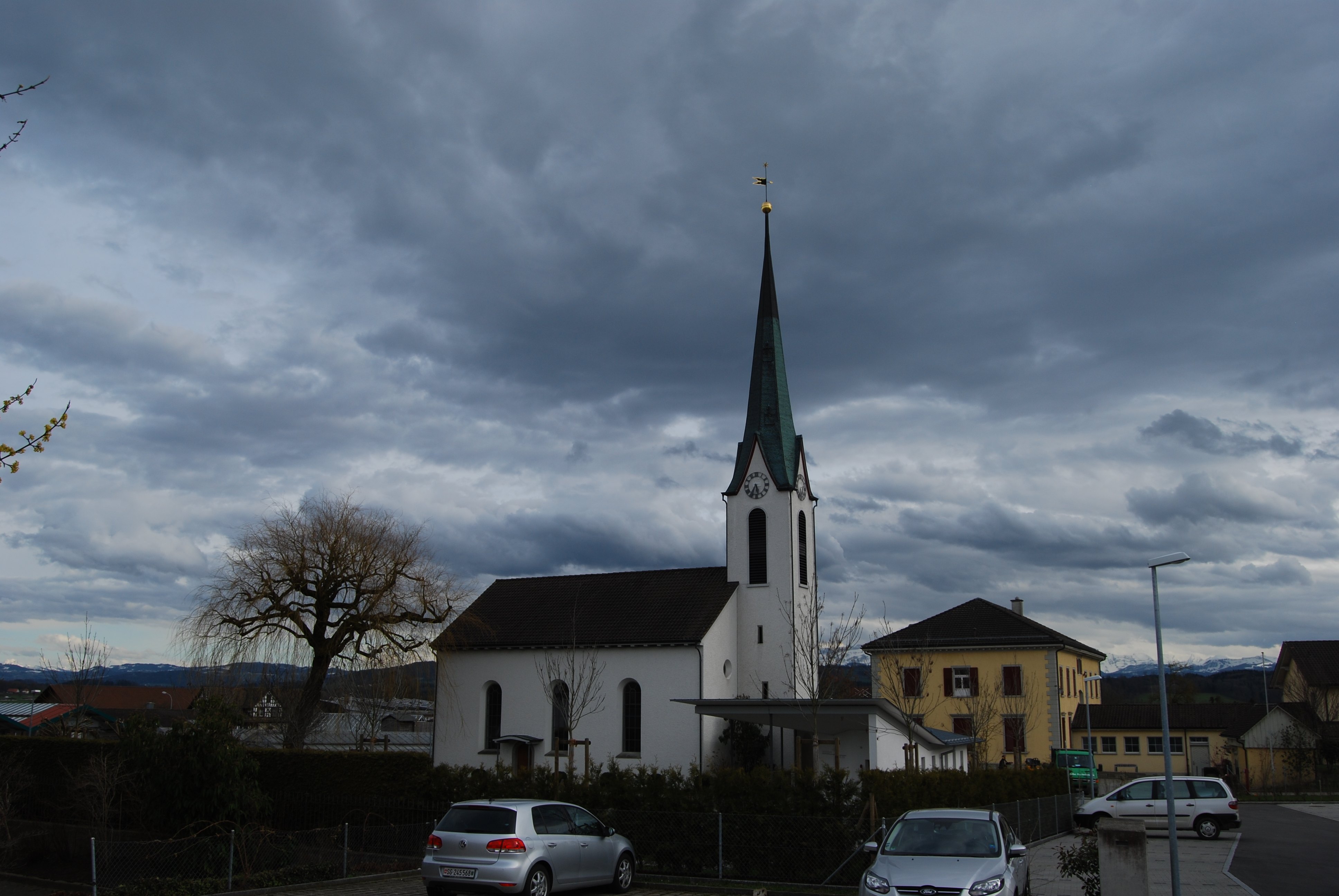
Zihlschlacht

## Geschiedenis
Tot eind 2010 behoorde de gemeente tot het opgeheven district Bischofszell.